# Tín ngưỡng thờ cúng Hùng Vương
Tín ngưỡng thờ cúng Hùng Vương là một loại hình tín ngưỡng dân gian được lưu truyền lâu đời ở Việt Nam, chủ yếu được thực hiện ở các di tích thờ các nhân vật liên quan đến thời Hùng Vương tiêu biểu như Thần Nông, Vua Hùng, Lạc Long Quân, Âu Cơ, Sơn Tinh, Cao Sơn, Quý Minh. Loại tín ngưỡng này đã được Bộ Văn hóa, Thể thao và Du lịch Việt Nam ghi danh vào Danh mục di sản văn hóa phi vật thể quốc gia (đợt 1) và UNESCO công nhận là di sản văn hóa phi vật thể đại diện của nhân loại.
Ngày 6 tháng 12 năm 2012, tại kỳ họp lần thứ 7 Ủy ban liên chính phủ về bảo vệ di sản văn hóa phi vật thể đang diễn ra ở Paris (Pháp), Tổ chức Giáo dục, Khoa học và Văn hóa của Liên hợp quốc (UNESCO) đã chính thức thông qua quyết định ghi danh Tín ngưỡng thờ cúng Hùng Vương ở Việt Nam là Di sản văn hóa phi vật thể đại diện của nhân loại.
Tín ngưỡng thờ cúng Hùng Vương không phải một tôn giáo mà chính là biểu trưng của lòng thành kính, sự biết ơn- tri ân công đức các Vua Hùng là những người có công dựng nước Văn Lang. Hiện tại theo kiểm kê của Sở VH,TT&DL Phú Thọ, trên địa bàn tỉnh có 326 di tích thờ Hùng Vương và các nhân vật liên quan đến thời đại Hùng Vương trải rộng khắp các địa phương trên địa bàn toàn tỉnh. Tín ngưỡng thờ cúng Hùng Vương được phủ rộng với mật độ dày đặc ở tất cả các làng xã, song Đền Hùng là trung tâm thực hành Tín ngưỡng thờ cúng Hùng Vương lớn nhất và lâu đời nhất trong tiến trình phát triển lịch sử của dân tộc Việt Nam.